# ميلفورد ستيفنسون
ميلفورد ستيفنسون (بالإنجليزية: Melford Stevenson)‏ (و. 1902 – 1987 م) هو قاضٍ بريطاني، ولد في Newquay ‏، كان عضوًا في حزب المحافظين، توفي عن عمر يناهز 85 عاماً.

## مناصب
تولى منصب عضو المجلس الخاص بالمملكة المتحدة ‏
.

## التعليم
تعلم في كلية دولويتش ‏
.

## جوائز
حصل على جوائز منها:
لقب فارس